# Pamětní medaile 25. výročí nezávislosti Kazachstánské republiky
Pamětní medaile 25. výročí nezávislosti Kazachstánské republiky (kazašsky Қазақстан Республикасының тәуелсіздігіне 25 жыл) je státní vyznamenání Kazachstánu založené 28. září 2016. Medaile je udílena za přínos k formování státu, posílení jeho suverenity a za jeho sociálně-ekonomický rozvoj. Udělena může být občanům Kazachstánu i cizím státním příslušníkům. Zakladatelem vyznamenání je Nursultan Nazarbajev, který je na medaili také vyobrazen.

## Historie
Medaile byla založena Nursultanem Nazarbajevem na základě dekretu prezidenta Kazachstánské republiky č. 344 ze dne 28. září 2016.

## Pravidla udílení
Medaile je udílena občanům Kazachstánu i cizím státním příslušníkům za jejich přínos k formování státu, posilování jeho suverenity a také za sociálně-ekonomický rozvoj Kazachstánské republiky. Udílena je prezidentem republiky, který může být při předávání medaile vyznamenanému zastoupen jiným politikem či státním úředníkem. Vždy je však udílena jménem prezidenta. Předávání medailí probíhá při slavnostním ceremoniálu a jejímu předání předchází veřejné vyhlášení prezidentského dekretu o jejím udělení. Spolu s medailí je příjemci předáno také osvědčení o udělení vyznamenání.

## Popis medaile
Medaile pravidelného kulatého tvaru o průměru 34 mm je vyrobena z mosazi. Na přední straně je v horní části logo oslav 25. výročí nezávislosti Kazachstánu. Má tvar slunce s paprsky umístěnými v kruhu pokrytém modrým smaltem. Uprostřed je červeně smaltované číslo 25. Pod symbolem je prezidentský palác Akorda, památník a basreliéf znázorňující prezidenta Kazachstánu Nursultana Nazarbajeva skládajícího přísahu ústavě Kazachstánu, který je obklopen občany. Na zadní straně je ve středu medaile reliéfní nápis Қазақстан Республикасының Тәуелсіздігіне 25 жыл.
Stuhou z hedvábného moaré je potažena kovová destička ve tvaru šestiúhelníku. Destička je vysoká 50 mm a široká 32 mm. Stuha je modrá s červeným pruhem uprostřed. Na zadní straně stuhy je špendlík, který slouží k připevnění medaile k oděvu.
Medaile se nosí na stužce nalevo na hrudi. V přítomnosti dalších kazachstánských řádů je umístěna za nimi.